# Casa în care s-a născut medicul Nicolae Anestiadi (Sărătenii Vechi)
Casa în care s-a născut medicul Nicolae Anestiadi este o clădire amplasată în Sărătenii Vechi, raionul Telenești, Republica Moldova. Este un monument istoric de importanță națională inclus în Registrul monumentelor Republicii Moldova ocrotite de stat cu nr. 1547 (raionul Telenești).